# Charles Hay, 3. Marquess of Tweeddale
Charles Hay, 3. Marquess of Tweeddale (* kurz vor dem 11. November 1667; † 7. Dezember 1715 in Edinburgh), war ein schottisch-britischer Peer und Politiker.

## Leben
Er war der älteste Sohn von John Hay, 2. Marquess of Tweeddale (1645–1713), aus dessen Ehe mit Lady Mary Maitland († 1702), Tochter des John Maitland, 1. Duke of Lauderdale. Als Heir apparent seines Vaters führte er bis 1697 den Höflichkeitstitel Master of Yester und von 1697 bis 1713 den Höflichkeitstitel Lord Yester.
1695 wurde er für das County Fife und 1704 für Fife und Haddingtonshire als Commissioner of Supply mit der Eintreibung von Grundsteuern beauftragt. Im März 1697 wurde er in den schottischen Kronrat (Privy Council) aufgenommen.
Beim Tod seines Vaters im April 1713 erbte er dessen Adelstitel als 3. Marquess of Tweeddale, 4. Earl of Tweeddale, 3. Earl of Gifford, 3. Viscount of Walden und 11. Lord Hay of Yester. Im März 1713 wurde er als schottischer Representative Peer ins britische House of Lords gewählt.
Von 1714 bis 1715 amtierte er als Sheriff von Haddingtonshire und von August 1715 bis zu seinem Tod im Dezember 1715 als Vorsitzender des Court of Police und Lord Lieutenant von Haddingtonshire.

## Ehe und Nachkommen
Um 1694 heiratete er Lady Susan Douglas-Hamilton (1659–1737), Witwe des John Cochrane, 2. Earl of Dundonald († 1690), Tochter des William Douglas-Hamilton, Duke of Hamilton und der Anne Hamilton, 3. Duchess of Hamilton. Mit ihr hatte er drei Söhne:
- John Hay, 4. Marquess of Tweeddale (um 1695–1762), ⚭ 1748 Lady Frances Carteret, Tochter des John Carteret, 2. Earl Granville;
- George Hay, 6. Marquess of Tweeddale (um 1699–1787);
- Lord Charles Hay (um 1700–1760), Gutsherr von Linplum in Haddingtonshire, MP für Haddingtonshire, Major-General der British Army, Colonel des 33rd Regiment of Foot.

Als er 1715 starb, erbte sein ältester Sohn John seine Titel und Ländereien.